# 予測子修正子法
予測子修正子法（よそくししゅうせいしほう、英: Predictor‐Corrector Method）とは、常微分方程式の初期値問題に対する数値解法の一つである。
線形多段法に分類され、予測子によって近似計算を行い、修正子によりその近似値を修正する方法が一般的。
代表的な予測子修正子法としてHeunの中点法、Milne-Simpson法、Adams-Moulton法がある。Milne-Simpson法は弱安定で、時には不安定現象を起こすことがある。また、4次のAdams-Moulton法は安定な線形3段解法のうちで最高の次数を持つことが知られている。

## 概要
常微分方程式の初期値問題は以下である。
{\displaystyle {\dfrac {du}{dt}}=f(t,u)}
{\displaystyle u(t_{0})=u_{0}}
この厳密解は以下の積分方程式を満足する。
{\displaystyle u(t_{N})-u(t_{M})=\int _{t_{M}}^{t_{N}}f(t,u(t))dt}
ここで、右辺の積分区間を単にきざみの一単位{\displaystyle h}にとった公式を一般にアダムス型公式という。
{\displaystyle v_{n+1}-v_{n}=\int _{t_{n}}^{t_{n+1}}g_{p}(t)dt}
被積分関数{\displaystyle g_{p}(t)}は{\displaystyle p}個の標本点において値{\displaystyle f_{i}=f(t_{j},v_{j})}をとるラグランジュ補間公式であって、たかだか{\displaystyle p-1}次の多項式である。
標本点として{\displaystyle t_{n-p+1},t_{n-p+2},\cdots ,t_{n}}をとったときこれを{\displaystyle p}次のアダムス・バシュフォース（Adams-Bashforth）公式（ルンゲ＝クッタ法と同様に強安定な公式であり、1次の場合はオイラー法と同じ）といい、標本点として{\displaystyle t_{n-p+2},t_{n-p+3},\cdots ,t_{n},t_{n+1}}をとったとき{\displaystyle p}次のアダムス・ムルトン（Adams-Moulton）公式という。
前者は{\displaystyle v_{n-p+1},\cdots ,v_{n}}から直接{\displaystyle v_{n+1}}の値を計算できるのでこれを陽公式という。
対して、後者は{\displaystyle v_{n+1}}の値を計算するのに{\displaystyle v_{n+1}}自身の値を必要とする形式をとっており、このような公式を陰公式という。
陰公式では、その形から考えられるように、未知数{\displaystyle v_{n+1}}は反復法によって求めうる場合がある。
陽公式によって{\displaystyle v_{n+1}}の値を近似的に計算し、陰公式でその近似値を修正するというアルゴリズムがしばしば採用される。
このとき、陽公式のほうを予測子（predictor）、対応する陰公式のほうを修正子（correcter）と呼び、その解法を予測子修正子法という。